# Гравелис, Петерис
Пе́терис Гра́велис (латыш. Pēteris Grāvelis; 1919 —  1995) — советский и латвийский оперный певец (баритон) и педагог. Народный артист Латвийской ССР (1959).

## Биография
Родился 26 августа 1919 в Kepпи (ныне Цесисский край, Латвия). Окончил Латвийскую консерваторию. Ученик Виктора Скотта, Эйженса Витингса, Александра Вилюманиса. В 1944—1947 годах — хорист, а с 1947 года — солист Латвийского театра оперы и балета. Много концертировал. Гастролировал по СССР и за рубежом. С 1970-х преподавал в своей альма-матер.

## Репертуар
- «Евгений Онегин» П. И. Чайковского — Евгений Онегин
- «Мазепа» П. И. Чайковского — Мазепа
- «Тангейзер» Р. Вагнера — Вольфрам
- «Свадьба Фигаро» В. А. Моцарта — Фигаро
- «Севильский цирюльник» Дж. Россини — Фигаро
- «Риголетто» Дж. Верди — Риголетто
- «Аида» Дж. Верди — Амонасро
- «Макбет» Дж. Верди — Макбет
- «Трубадур» Дж. Верди — Граф ди Луна
- «Тоска» Дж. Пуччини — Скарпиа
- «Паяцы» Р. Леонкавалло — Тонио
- «Питер Граймс» Б. Бриттена — Балстроуд
- «Банюта» А. Калниньша — Даумант
- «Война и мир» С. С. Прокофьева — Андрей Болконский

## Награды
- 1954 — заслуженный артист Латвийской ССР
- 1959 — народный артист Латвийской ССР
- 1977 — Государственная премия Латвийской ССР